# Stanford–Binet-intelligenciaskála
A Stanford–Binet intelligenciaskála az intelligencia mérésének egyik eszköze. Többféle feladattípuson alapul, eredménye árnyalt képet ad a vizsgált személyről. A tesztet elsősorban gyermekek és fiatalkorúak vizsgálatára fejlesztették ki.

## Története
1899-től kezdődően Alfred Binet fokozatosan a gyermekek és az intelligencia specializáltabb kutatása felé fordult azt követően, hogy a francia közoktatási rendszerben különböző problémák merültek fel. Az új egyetemes oktatási törvény azt igényelte, hogy minden gyermek kapjon bizonyos mértékű oktatást. Ám hamarosan problémák jelentkeztek az átlag alatti iskolai teljesítményű gyerekeknél. Felmerült a kérdés, hogy mit kezdjenek azokkal a gyerekekkel, akiknél nem tudták hasznosítani az átlagos szintű oktatást. Binet véletlenül találkozott Théodore Simonnal (1873-1961), aki vele szeretett volna dolgozni, majd az asszisztense lett. Simon sok retardáltat ismert, és Binet megértette az átlag alatti intelligenciájú személyekkel való foglalkozás értékét (Thorne & Henley, 2000).
Binet igen aktív szerepet játszott egy nevelési reformra törekvő gyermektanulmányi társaságban. Ez a társaság győzi meg a francia oktatásügy vezetését, hogy az iskolákban lemaradó gyerekek áthelyezési gyakorlatának önkényességét meg kell szüntetni. „Minden elmaradottsággal gyanúsított gyerek csak akkor emelhető ki az általános iskolából és tehető át speciális iskolába, ha pedagógiai és orvosi vizsgálaton vesz részt, mely megállapítja, hogy értelmi állapota képtelenné teszi arra, hogy átlagosan profitáljon az általános iskolában folyó munkából” (Binet, 1904; idézi Reuchlin, 1987). A bizottság működésének célja az volt, hogy teszteket dolgozzanak ki azoknak a gyerekeknek a szűrésére, akik nem rendelkeznek az oktatási rendszer által megkívánt képességekkel (Cianciolo & Sternberg, 2004). A francia kormány és Binet már a kezdetektől egyetértett abban, hogy a felhasználandó tesztek pontossága döntő jelentőségű azért, hogy minden rászoruló gyermek speciális figyelmet kaphasson, másrészt, hogy a normális gyerekeket ne bélyegezzék meg a retardált stigmával. (Thorne & Henley, 2000).
1903-ban megjelent Az intelligencia kísérleti vizsgálata, melyben általánosította a saját gyerekeivel és más iskolásokkal végzett nagyszámú vizsgálatát a megismerési folyamatokra nézve (asszociáció, mondatkiegészítés, rajzolás, stb.). Binet és Simon ezeket az eljárásokat terjesztette ki sok gyerek vizsgálatára. Olyan egyszerű feladatok szerepelnek a 3-tól 15 éves korig szánt vizsgálatban, mint a hónapok nevei, az évszakok jellemzői, számemlékezet, stb. (Pléh, 1992). A legkönnyebb feladatban a gyermeknek a szemével követnie kellett egy fénypontot. Ezt a feladatot a nagyon fiatal, de normális gyermek képes volt elvégezni, a visszamaradott gyermekek egy része már nem (Thorne & Henley, 2000). Minden feladat egy adott korú gyermek átlagos teljesítményéhez illeszkedett. Binet és Simon fokozatosan jutottak el arra a megoldásra, hogy a feladatok életkor szerint skálába rendezhetők. Ha egy feladatot az adott korú vizsgált gyermekek 85-90%-a megold, akkor ez a jellemző az adott életkorra. Egy gyermek abból a szempontból jellemezhető, hogy milyen életkornak megfelelő feladatokat képes megoldani. Binet ezt mentális szintnek nevezi (Pléh, 1992). A legmagasabb szintet, ahol sikeresen végezte el a gyermek a feladatot, azt a gyermek mentális korának tekintették. Binet és Simon elképzelésének nagyobb diagnosztikus és gyakorlati hasznosítási lehetősége volt, mint Galton vagy Cattell elméletének (Cianciolo & Sternberg, 2004). Binet-nek ez a munkája korszakosnak bizonyult. Néhány év alatt a skála második változatából 50000 példány kelt el, az első világháború kezdetére pedig már 14 országban alkalmazták tesztjét vagy annak változatait. Magyarországon Éltes Mátyás volt az, aki már 1914-ben beszámolt Binet módszerének adaptált alkalmazásáról (Pléh, 1992).
Binet jogos büszkeséget érzett, hogy kísérleti kutatási technikákat felhasználva sikerült bemutatnia a pszichometria hasznosságát, és alkalmazhatóságát a világ valós problémáira. Binet empirikus kutató lévén tartózkodott az intelligencia definiálásától, úgy érezte, hogy ez nem is számít, hiszen a teszt jól működik (Thorne & Henley, 2000).
Az eredeti Simon–Binet tesztet többször átdolgozták. Az első átdolgozás Lewis Terman nevéhez köthető (1916), aki lefordította, és amerikai használatra alkalmazta. A William Stern által bevezetett intelligenciahányadost, azaz az IQ-értéket is ő használta elsőként. Stern úgy határozta meg az IQ-t, mint az egyén mentális korának és valódi életkorának hányadosa, százzal megszorozva. Tehát, ha egy hatéves gyermek teljesítménye alapján a mentális kora 7 év, akkor az intelligenciahányadosát úgy kapjuk meg, ha a hetet elosztjuk hattal (1,17), majd szorozzuk százzal (117). Csaknem 100 évvel az eredeti megjelenés után 2003-ban, a Stanford–Binet intelligenciaskála ötödik kiadása is azt mutatja, hogy milyen maradandó érvényű Alfred Binet és Théodore Simon eredeti elgondolása. Az ötödik Stanford-Binet teszt különböző korosztályoknak készült 2-90 éves korig, és az eredeti feladatsorhoz hasonlóan, egyénileg, időkorlátozás nélkül történik a teszt elvégzése. A skála összesen tíz tesztje méri az érvelőképességet, az általános tudást, a vizuális-térbeli tájékozódási képességeket és a munkamemóriát (Cianciolo & Sternberg, 2004).
1939-től kezdődően a Stanford–Binet tesztnek komoly versenytársakkal kellett szembenéznie az intelligencia optimális mérésének területén. Ebben az évben jelentette ugyanis David Wechsler a Wechsler–Belleveu tesztet, amelyből később széles körben használt intelligenciatesztek sorozata fejlődött ki (Thorne & Henley, 2000).
A pszichológus Binet és a pszichiáter Simon módszere a Binet-Simon teszt utolérhetetlen modellt adott az intelligencia kutatóinak, de még inkább a gyakorló pszichológusoknak. Az intelligencia elméleti kutatóinak felfogása és az intelligencia- vizsgálat alkalmazott eljárásai között néha igen nagy a különbség, amely ma még áthidalhatatlannak tűnik, de egyre inkább közelít egymáshoz a két oldal. Az orvostudomány történetéből ismerjük, hogy azoknak a működéseknek a fiziológiai megismerése előbb következett be, amelyek megbetegítették a pácienst, és ezáltal felhívta a figyelmet annak működésére. Az intelligencia osztályozása, illetve ennek igénye is az intelligencia-hiánnyal, illetve defektussal kapcsolatos. Mivel az intelligencia közvetlenül cselekvéseinkkel és magatartásunkkal függ össze, olyan területekről indult a jelenség feltárása, mint a jogtudomány és az orvostudomány. Először az intelligencia extrém állapotaival összefüggő fogalmak jöttek létre, mint a debilitás, imbecillitás vagy idiotia, de felső véglet a zsenialitás fogalma is. A tesztek bevezetése után már nyilvánvalóvá vált, hogy az értelmi fogyatékost egy számmal jellemezhető intelligencia-nívó határozza meg, és ennek a számértéknek a tartománya az intelligencia egyik osztályát képezi. Az intelligencia-mérés bevezetése óriási lépés volt előre, éppúgy, mint maga a mérés is minden vonatkozásban (Kun & Szegedi, 1971).